# Союз МС-20
Союз МС-20 (№ 752) — российский транспортный пилотируемый космический корабль, запуск которого к Международной космической станции состоялся 8 декабря 2021 года. Во время полёта корабля, управляемого космонавтом Роскосмоса, на МКС были доставлены два японских космических туриста — участники 20-й экспедиции посещения МКС. Запуск пилотируемого корабля «Союз МС» был произведён с помощью ракеты-носителя «Союз-2.1а» со стартовой площадки № 31 космодрома Байконур. 20 декабря 2021 года экипаж вернулся на Землю.

## Экипаж
| Космонавт          | Должность                    | № полёта        | Организация      |
| Основной экипаж    | Основной экипаж              | Основной экипаж | Основной экипаж  |
| ------------------ | ---------------------------- | --------------- | ---------------- |
| Александр Мисуркин | командир ТПК «Союз МС»       | 3               | Роскосмос        |
| Юсаку Маэдзава     | участник космического полёта | 1               | Space Adventures |
| Ёдзо Хирано        | участник космического полёта | 1               | Space Adventures |
| Дублёры            |                              |                 |                  |
| Александр Скворцов | Командир ТПК «Союз МС»       | 4               | Роскосмос        |
| Сюн Огисо          | участник космического полёта | 1               | Space Adventures |

В мае 2021 года компания Space Adventures объявила о начале подготовки к полету на МКС японского предпринимателя Юсаку Маэдзавы и его ассистента Ёдзо Хирано на корабле «Союз МС-20» в качестве космических туристов. Длительность космического полета составит 12 дней, командиром экипажа назначен космонавт Роскосмоса Александр Мисуркин. В июне 2021 года экипаж приступил к предполётной подготовке в Центре подготовки космонавтов им. Ю. А. Гагарина.
15 июня 2021 года в ЦПК имени Ю. А. Гагарина состоялось представление участников космического полета 20-й экспедиции посещения руководству и сотрудникам Центра. Вместе с Ю. Маэдзава и Й. Хирано в тренировках участвует Сюн Огисо — менеджер по связям с общественностью корпорации «Старт Тудей» и дублёр участника космического полёта.
2 ноября 2021 года решением Главной медицинской комиссии члены основного и дублирующего экипажей признаны годными к космическому полёту по состоянию здоровья. 17 ноября 2021 года Межведомственная комиссия подвела итоги готовности к космическому полёту основного и дублирующего экипажей ЭП-20. К экзаменационным тренировкам дублирующего экипажа, состоящего из двух человек, был привлечен космонавт Роскосмоса Андрей Федяев. По итогам экзаменационных тренировок экипажи были рекомендованы к началу предстартовых тренировок на космодроме Байконур.

## Полёт
8 декабря 2021 года, в 10:38:15 по московскому времени, с площадки № 31 космодрома Байконур состоялся успешный пуск ракеты-носителя «Союз-2.1а» с пилотируемым кораблем «Союз МС-20». В составе экипажа: космонавт Роскосмоса Александр Мисуркин (командир корабля) и два участника 20-й экспедиции посещения МКС — японский предприниматель Юсаку Маэдзава и его ассистент Ёдзо Хирано. Полёт «Союз МС-20» проходил по четырёхвитковой схеме сближения с Международной космической станцией. Стыковка корабля с МКС была произведена в 16:40:44 по московскому времени в автоматическом режиме. По окончании проверки герметичности стыка между космическим кораблём и модулем «Поиск» экипаж корабля перешёл на борт МКС.
Во время полёта все члены экипажа приняли участие в 10-суточном эксперименте «Лазма», позволяющим изучить перераспределение периферического кровотока от конечностей к голове и оценить окислительный метаболизм кожных покровов космонавтов в условиях микрогравитации.
19 декабря экипаж покинул МКС, закрыл люки на корабле и приготовился к расстыковке. 20 декабря в 02:50 мск «Союз МС-20» отстыковался от станции. В 05:18 мск двигательная установка корабля включилась на торможение. После этого «Союз» разделился на отсеки и вошёл в плотные слои атмосферы, затем над спускаемым аппаратом раскрылся основной парашют. Спускаемый аппарат пилотируемого корабля «Союз МС-20» приземлился в 148 км юго-восточнее от города Жезказган в Казахстане.

## Эмблема экипажа
На эмблеме экипажа ТПК «Союз МС-20» изображён на фоне Земли пилотируемый корабль «Союз МС» и стилизованное изображение орла, раскинувшего крылья. Изображение орла напоминает о городе Орле, где вырос космонавт Александр Мисуркин. На эмблеме также показан флаг Японии, который символизирует страну двух туристов, и перечислены фамилии членов экипажа корабля. Дизайн экспедиционной эмблемы был разработан дизайнером Алексеем Тарапата и командой Маэдзавы.